# Live at the Ritz
Live at the Ritz är en liveskiva av The Gunslingers (Ronnie Wood och Bo Diddley), utgiven 1988. Albumet spelades in live vid The Ritz i New York november 1987.

## Låtlista
1. "Road Runner" (Ellas McDaniel) – 3:24
2. "I'm a Man" (Ellas McDaniel) – 7:10
3. "Crackin' Up" (Ellas McDaniel) – 8:37
4. "Hey! Bo Diddley" (Ellas McDaniel) – 2:46
5. "Plynth (Water Down the Drain)" (Nicky Hopkins/Ron Wood/Rod Stewart) – 5:01
6. "Ooh La La" (Ron Wood/Ronnie Lane) – 3:54
7. "They Don't Make Outlaws Like They Used To" (Ron Wood/Jim Ford) – 4:12
8. "Honky Tonk Women" (Mick Jagger/Keith Richards) – 4:02
9. "Money to Ronnie" (Ellas McDaniel) – 4:33
10. "Who Do You Love?" (Ellas McDaniel) – 7:50

## Medverkande
Musiker
- Ronnie Wood – sång, gitarr
- Bo Diddley – sång, gitarr, trummor
- Jim Satten – gitarr
- Hal Goldstein – munspel, trummor, keyboard, sång
- Eddie Kendricks – munspel, keyboard, sång
- Debby Hastings – basgitarr, sång
- Mike Fink – trummor
- David Ruffin – sång
- Sarah Dash – sång
- Faith Fusillo – sång
- Carol MacDonald – sång

Produktion
- Ronnie Wood – musikproducent, omslagskonst
- Martin Adam – musikproducent, ljudmix
- Dale Peters – ljudtekniker
- Takashi Ochiai – omslagsdesign